# ABC Braga
Académico Basket Clube Braga (ABC Braga) är en handbollsklubb från Braga i Portugal, bildad den 29 december 1933. Sedan 2014 heter laget ABC Braga/UMinho, på grund av ett samarbete med Universidade do Minho (förkortat UMinho).

## Kända spelare
- Luis Bogas
- Carlos Resende
- Álvaro Martins
- Paulo Faria
- Carlos Galambas
- Viktor Tchikoulaev